# Epeolus intermedius
Epeolus intermedius là một loài Hymenoptera trong họ Apidae. Loài này được Pérez mô tả khoa học năm 1884.